# Patrick Burns (homme d'affaires canadien)
Patrick Burns, né le 6 juillet 1856 et mort le 24 février 1937 est un propriétaire de ranch canadien, emballeur de viande, homme d'affaires, sénateur et philanthrope canadien. 
Riche self made man, il bâtit un des grands empires agroalimentaires au monde, le P. Burns & Co et devient un des plus riches Canadiens de son temps. Il est honoré en tant que l’un des Big Four, quatre rois du bétail de l'ouest ayant cofondé le Stampede de Calgary en Alberta en 1912. Bien qu'il ait fait fortune dans l'industrie de la viande, l'élevage est sa véritable passion. Burns possède 2 800 km2 de ranchs d'élevage de bétail.
Son terrain couvre une étendue si vaste au sud de la province qu’il vante de pouvoir se rendre de Cochrane à la frontière américaine sans jamais quitter son territoire. En 1931, il est nommé au Sénat canadien en tant que représentant de l'Alberta. Le 16 octobre 2008, le Calgary Herald le désigne comme un des plus grands citoyens albertains.

## Biographie

### Premières années
Né à Oshawa (Ontario) en 1856, Burns est le quatrième des onze enfants de Michael et Bridget O'Byrne. La famille déménage rapidement à Kirkfield, en Ontario, où Burns passera la majeure partie de son enfance. Dans le cadre du processus de naturalisation, ses parents émigrés d'Irlande ont abrégé leur nom, O'Byrne en Byrne et plus tard en Burns. Il ne fait que peu d'études mais apprend beaucoup de ses parents sur le travail dur et l'épargne.
Burns passe son dernier été à Kirkfield à couper du bois pour un voisin dans l'intention d'économiser assez d'argent pour voyager dans l'Ouest. Cependant, au moment de percevoir son salaire, il découvre que son employeur n'avait pas assez d'argent pour régler les 100 $ qui lui sont dus pour son travail et lui donn deux bœufs en paiement d'une valeur 70 $ à la revente. Cependant, Burns a une autre idée. Il gagn 140 $ en abattant les animaux et en revendant leur viande et leurs sous-produits. Il se souvient de cette expérience jusqu'à ses derniers jours d’entrepreneur[réf. nécessaire].
En 1878, il a 22 ans et part vers l'ouest avec ses frères John et Dominic. Quand ils ont atteint Rat Portage, il craint qu'en payant le transport pour le reste du trajet, ils manquent de fonds à leur arrivée. Burns achète du pain et du fromage, et avec son arme à feu comme seule protection, marche jusqu'à Winnipeg. Les frères sont attirés par les informations faisant état de bonnes terres à l'ouest et décident de tirer parti du Dominion Homestead Act de 1872. Les frères partent à pied pour trouver leurs fermes et marchent près de 260 km jusqu'à trouver une terre à l'est de Minnedosa (Manitoba).
Burns continué à vivre au Manitoba même après le soulèvement de Louis Riel, mais il s'implique progressivement dans l'achat de bétail et la vente de viande. Il commence sa carrière dans l’emballage de viande avec une vache achetée à crédit et vendue pour 4 $. Au début, il ramène des marchandises de Winnipeg et le bétail de ses voisins jusqu'au marché de Winnipeg. En 1885, Burns achetait et vendait son propre bétail.
C’est en tant qu’entrepreneur en construction ferroviaire que Burns passe de petit courtier à entrepreneur prospère. En 1887, William Mackenzie et ses partenaires, Donald Mann, James Ross et Herbert Holt, signent un contrat de construction d’un chemin de fer pour exploiter une ligne ferroviaire allant du Québec à la Côte est en passant par l'état du Maine. Mackenzie a grandi à Kirkfield et se souvient de Burns, qui a brièvement partagé ses jours d'école et le temps passé à travailler dans leurs champs, et est au courant de l'expérience de Burns dans le secteur de l'élevage. Mackenzie lui donne donc l'occasion de fournir les ouvriers qui construisent la ligne. Burns apprend à mettre en place une installation d'abattage mobile, qui est capable de se déplacer facilement lorsque la tête de ligne a été rallongée. Le succès du contrat dans le Maine entraîne la succession de contrats avec Mackenzie et Mann.

### Alberta

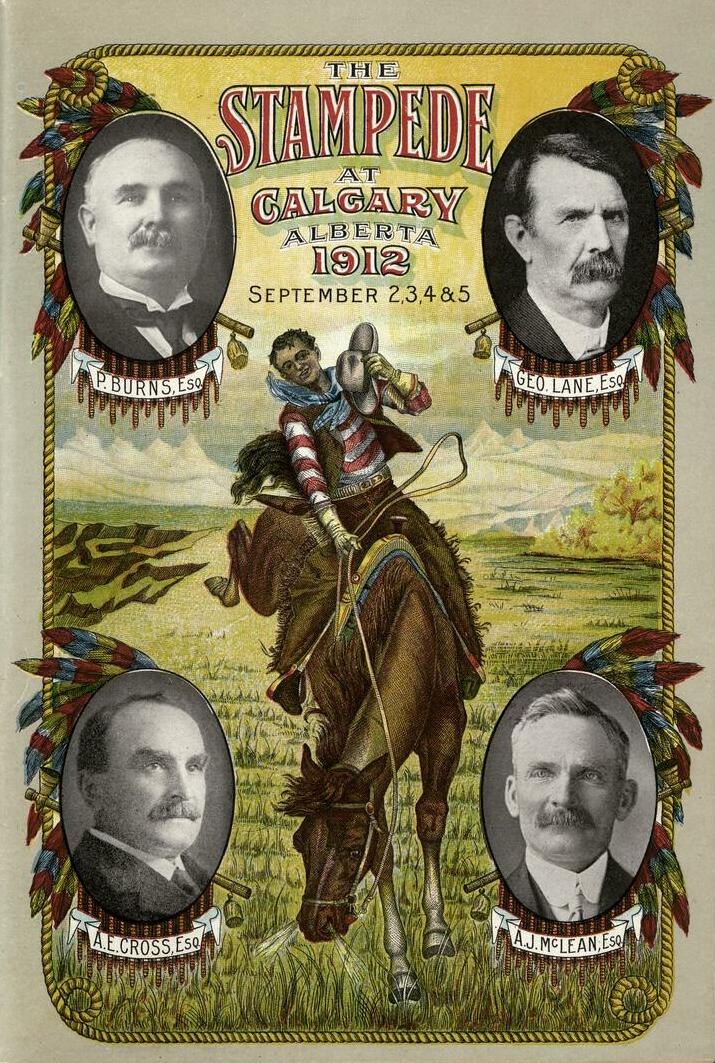
Le programme du Stampede de 1912 à Calgary mettant en vedette le Big 4 : Burns, Lane, Cross et McLean

Burns s'établit à Calgary en 1890, où il bâtit son premier abattoir important. En 1898, il construit une usine de conditionnement à Calgary, puis d'autres à Vancouver, à Edmonton, à Prince Albert et à Regina.
Fort de ces résultats, il se tourne vers l'élevage à grande échelle et achète d'immenses étendues de terres. Son entreprise, la P. Burns & Co. (devenue par la suite Burns Foods), devient la plus grande entreprise de conditionnement de viande dans l'Ouest du Canada. À l'occasion de l'ouverture officielle d'un nouvel abattoir en 1899, qui remplace un qui a brûlé, le Calgary Herald décrit l'événement comme « le franchissement d'un nouveau jalon sur la route menant à l'absolue prospérité de Calgary ».
En 1901, il épouse Eileen Ellis de Penticton lors d'une petite cérémonie à Londres. De retour à Calgary, Burns fait construire une maison pour lui et sa nouvelle épouse. Le Manoir Burns (en), bâti au coin de la 4e rue et de la 13e Avenue sud-ouest, est conçu par un ami de Burns, l'architecte Francis Rattenbury. Le manoir de 18 pièces est construit en grès et accueille des premiers ministres et des membres de la royauté. La construction dure deux ans pendant lesquels, le couple vit à l’Alberta Hotel, sur Stephen Avenue. Les Burns ont un fils, Patrick Michael Burns, né à Calgary en 1906.

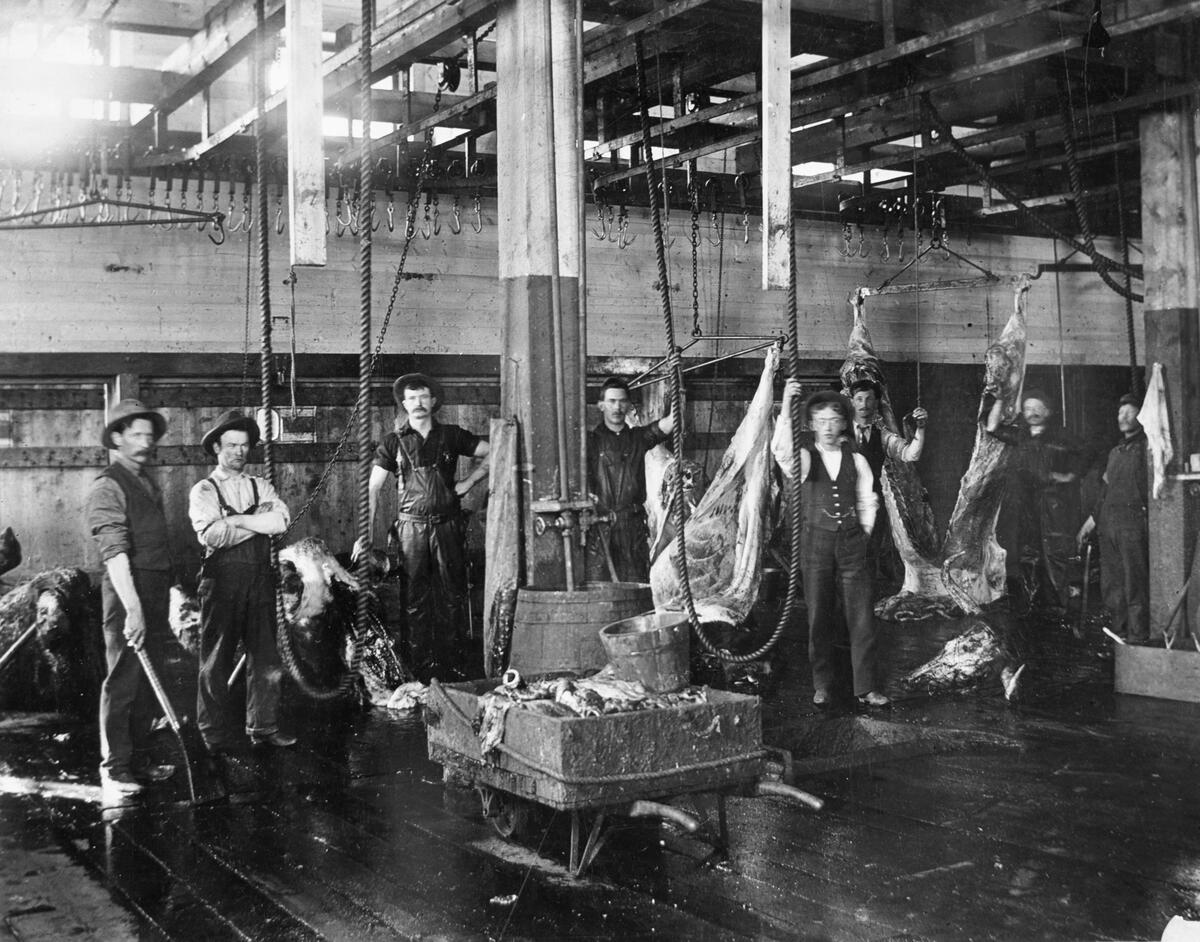
Vue intérieure de l'usine de conditionnement de viande Burns au début des années 1900

En 1912, il fait partie des quatre Big Four, les cofondateurs du Stampede de Calgary. En collaboration avec AE Cross, AJ McLean et George Lane, ils organisent un financement de 100 000 $ et qualifient[Qui ?] l'événement de « le plus grand spectacle en plein air au monde ». À ce moment-là, Burns possède personnellement six ranchs avec 38 000 têtes de bétail, 1 500 chevaux et 20 000 moutons. Son entreprise, Burns Foods, exploite des abattoirs à Calgary, à Edmonton, à Vancouver, à Prince Albert et à Regina. La capacité totale de ses établissements est de 1 070 bovins, 6 000 porcs et 3 000 moutons par jour. Les installations de Burns sont bien assainies et avancées techniquement dans l'Ouest canadien. Fort de ce succès, il construit d'autres installations à Winnipeg, à Seattle, en Australie et en Grande-Bretagne.
Burns révolutionne l'industrie de l'abattoir en mettant l'accent sur l'efficacité dans l'utilisation des sous-produits. Traditionnellement, une grande partie de l'animal était perdue, mais ses abattoirs avancés permettent à Burns d’élargir la liste des parties récupérables. Cela comprenait le cuir, les graisses pour le savon, les os pour la farine d'os et les articles manufacturés, les engrais, la glycérine, les poils pour les pinceaux et même une gamme de produits pharmaceutiques. Burns plaisante en disant que le seul produit non récupéré est les cris des porcs, qui ont pu être vendus aux politiciens.
Burns joue un rôle important lors de la Première Guerre mondiale en fournissant de la viande aux troupes déployées. Un exemple en est l’expédition de plus de 2 000 tonnes de viande de porc livrée aux troupes en France au cours du premier semestre de 1917. Après la guerre, la Belgique cherche à s'approvisionner en viande auprès d'une entreprise des États-Unis, mais seule l'entreprise de Burns répond à cet appel d'offres.

### Colombie-Britannique

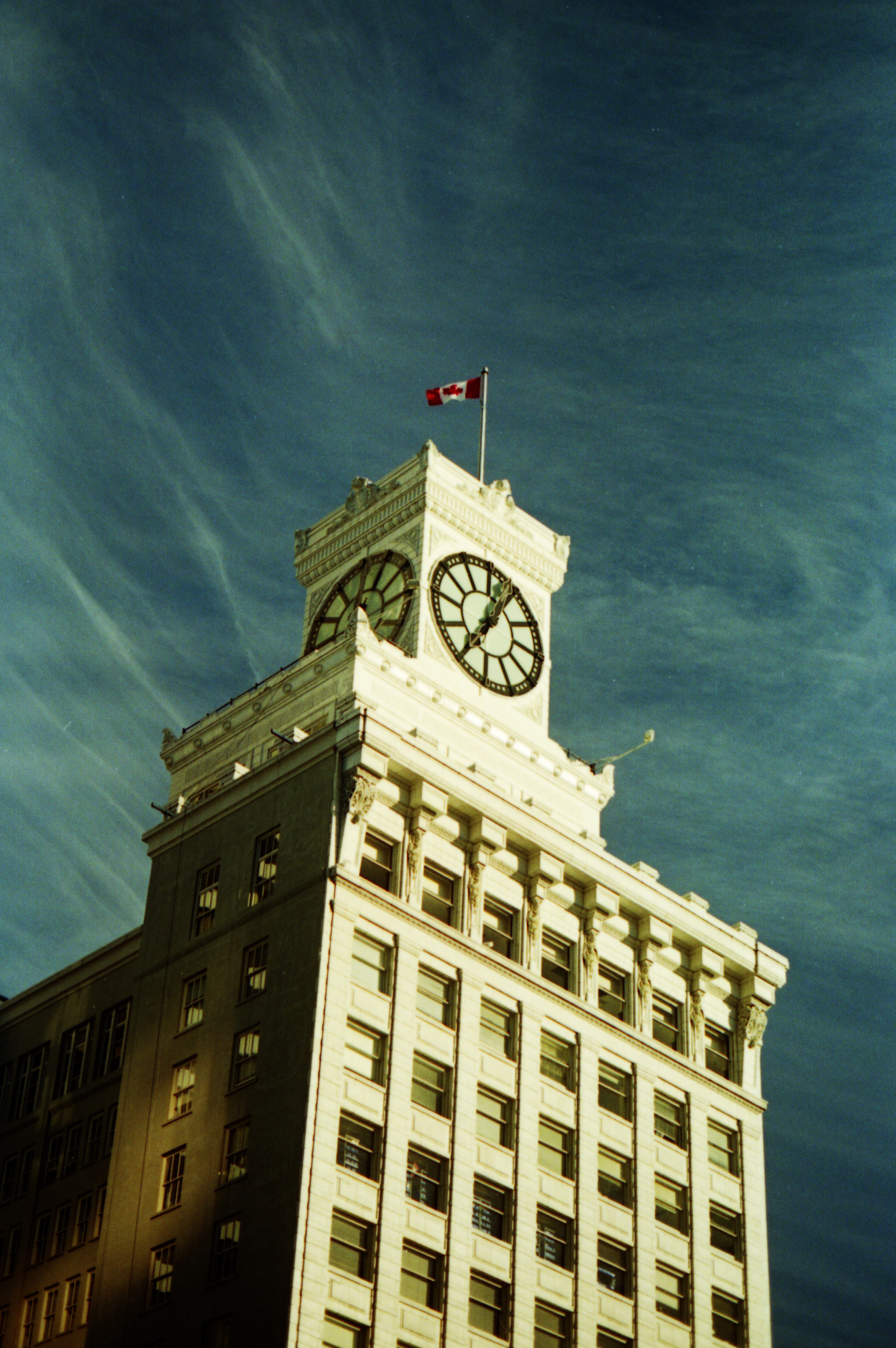
Tour de l'horloge de l'édifice de Vancouver, rue Granville, construite par le frère de Pat, Dominic, en 1910

Du début des années 1900 jusqu'en 1914, il devient le principal fournisseur de viande pour les ouvriers qui construisent le chemin de fer Grand Trunk Pacific. Un des bateaux à aubesde de la compagnie, le Skeena est utilisé pour livrer la viande conditionnée par Burns dans les camps de construction de chemin de fer en Colombie-Britannique.
Dans le cadre de son expansion dans l'Ouest, Burns achète plusieurs milliers d'acres de terres au sud de Vancouver pour y faire pâturer le bétail. La propriété comprend une quantité importante de terres humides qui ne sont pas du terrain idéal pour le pâturage du bétail, et son projet ne marche pas donc. La terre est rebaptisée Tourbière de Burns et reste en l'état jusqu'aux années 1940, lorsque la récolte de tourbe commence, et des parties de la tourbière sont déterrées.
En 1907, Dominic Burns, un de ses frères, surveille la construction du premier abattoir de Burns Foods à Vancouver. En 1969, le responsable de la démolition, qui a lieu cette année, déclare que c'est le bâtiment le plus difficile à détruire qu'il a jamais vu à cause des murs de briques de 36 centimètres d'épaisseur[pertinence contestée]. Burns construit un bâtiment au 18 West Hastings Street pour en faire le siège régional, maintenant lieu historique et un des nombreux points de vente de la ville. Le bâtiment est un immeuble commercial édouardien en briques de six étages sur la rue West Hastings, à Vancouver. À la fin du XIXe siècle et au début du XXe siècle, le corridor de la rue Hastings est le centre des échanges commerciaux et industriels de Vancouver.
En 1910, l'édifice de Vancouver fut construit sur la rue Granville par Dominic, qui emménage dans le penthouse à la fin de la construction de l'édifice en 1912 et y vit jusqu'à sa mort en 1933. Le bâtiment est reconnu pour sa grande tour de l'horloge, sa valeur historique importante et son emplacement de premier plan (le point culminant du centre-ville de Vancouver) et un des premiers exemples d'immeubles commerciaux édouardiens qui ont caractérisé l'essor de la construction au tournant du XXe siècle.
La mine de charbon Blakeburn, près de Princeton et de Coalmont, est une autre entreprise de Burns.

### Le ranch de Bow Valley

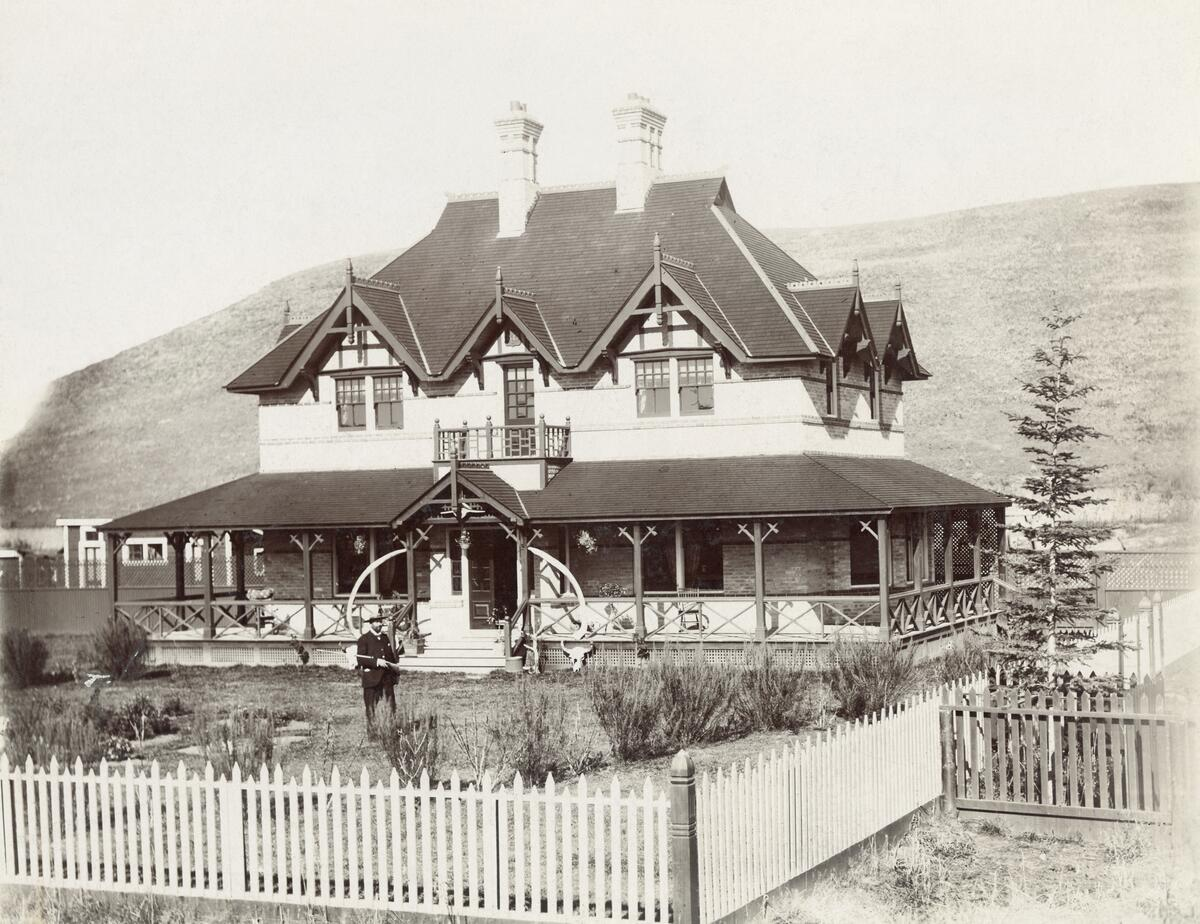
La maison du ranch de Bow Valley vers 1897

La ferme de la vallée de la Bow devient le siège opérationnel de l'empire du bétail de Burns. Il achète le ranch en 1902 à William Roper Hull. Burns acquiert également acquis des parcelles adjacentes à mesure de leur disponibilité. Finalement, le Burns Ranch à Bow Valley couvre environ 20 000 acres (81 km2) et est délimité au nord par l'actuel parc Stampede, à l’est par la rivière Bow, au sud par la 146e Avenue et à l’ouest par MacLeod Trail ; c'est une grande propriété, à tous égards, mais un simple petit fragment au regard de son empire d'élevage. La ferme était un endroit idéal pour l'usine de conditionnement de la viande de la famille Burns[pourquoi ?]. De nombreuses grosses campagnes de bétail sont amenées sur le site, où les animaux sont alités, nourris, abreuvés et reposés avant d'être regroupés dans les parcs à bestiaux. Burns offre fréquemment l'hospitalité du ranch à d'éminents visiteurs[Lesquels ?] de la région de Calgary.
Hull est chargé de la construction de la maison du Ranch de la Bow Valley, construite en briques naturelles sur deux étages et considérée comme la plus belle maison de campagne de la région[réf. nécessaire]. Lorsque Burns achète la propriété, la maison se trouve à deux heures de route de Calgary, et il l’utilise comme résidence la fin de semaine. Le maison sert maintenant d'écrin au restaurant Bow Valley Ranche, dans le parc provincial Fish Creek.
Après sa mort, son neveu et successeur dans l'entreprise, Michael John Burns, vient s'installer à Bow Valley Ranche House. Il surveille les opérations d'élevage, qui continuent à prospérer, et il préserve également la tradition établie d'hospitalité de l'Ouest qui est reconnue par de nombreux habitants de Calgary[pas clair]. En mauvaise santé, il déménage à Calgary en 1950, et son fils, Richard J. Burns, vient vivre au ranch avec son épouse et ses trois fils. Sous sa direction, de nombreuses autres améliorations sont apportées, comme la construction d'un court de tennis, d'une piscine et d'un ajout d'un étage. Il vit sur le site jusqu'en 1970. En 1973, le gouvernement provincial de l'Alberta achète le Bow Valley Ranche à la Burns Foundation dans le cadre de l'aménagement du parc provincial Fish Creek.

### Fin de vie
À l'époque de la Grande Guerre, Burns est devenu l'un des hommes d'affaires les plus prospères du Canada et compte des boucheries et des abattoirs dans tout l'Ouest canadien. Il possède plus de 100 boucheries au détail en Colombie-Britannique et en Alberta. Il a également créé 65 crémeries et fromageries, 11 grossistes en épicerie et 18 grossistes en fruits et légumes. Il étend son empire à l'étranger et crée des agences à Londres, Liverpool et Yokohama. En 1928, Burns Foods réalise des ventes des ventes à hauteur de 40 millions de dollars, l'équivalent d'environ un milliard de dollars actuels.
En 1928, il vend ses participations dans Burns Foods pour 15 millions de dollars à Dominion Securities, et la société est renommée Burns & Co. Ltd. Lors de la vente, Burns garde le contrôle sur sa passion, ses vastes ranchs de bétail, qui couvrent une zone si étendue du sud de l’Alberta qu'il se vante de pouvoir se rendre de Cochrane à la frontière américaine sans jamais quitter son territoire. Au plus fort de son empire, ses actifs fonciers comptent près de 700 000 acres (2 800 km2) de ranchs, à peu près de la taille du Luxembourg. Un de ses biens les plus précieux était le ranch Bar U, au sud de Calgary, qui est parmi les plus grands au pays et un des premiers et grands ranchs industriels de l'Ouest des plus durables. Sous la propriété de George Lane, il acquiert une réputation internationale en tant que centre d’excellence en élevage de bovins et de chevaux de race Percheron. Burns acquiert la propriété de la succession de Lane après le décès de son ami proche en 1925. Willow Creek, Glengarry, Bradfield, Two Dot, Rio Alto, Linehum, Flying E et CK sont quelques-uns des autres ranchs en sa possession.
En 1931, il est nommé au Sénat du Canada par son ami proche, le premier ministre du Canada, RB Bennett, pour représenter la division sénatoriale du nord de l'Alberta. En faisant cette annonce, Bennett a déclaré à son sujet : « En gérant votre richesse avec sagesse vous avez donné généreusement à toutes les bonnes causes et votre vie a été une source d'inspiration pour la jeune génération. » Il siège en tant qu'indépendant jusqu'à sa démission pour des raisons de santé en 1936[réf. nécessaire].
Son épouse, Eileen, et leur fils, Patrick Michael, l'ont précédé dans la tombe. Il meurt à Calgary le 24 février 1937 avec son neveu John et le reste de sa famille à ses côtés. Il est enterré aux côtés de son fils au cimetière St. Mary's à Calgary. À sa mort, il laisse ses biens à ses neveux et ses nièces et à des œuvres de bienfaisance. La taxe sur sa succession est suffisante pour compenser le déficit provincial et équilibrer le budget. En conséquence, le Parti du crédit social choisit d’éliminer définitivement la taxe de vente provinciale[réf. nécessaire], ce qui est encore en vigueur.

## Philanthropie
Burns était connu pour être un homme de peu de mots mais d'une grande générosité[pertinence contestée]. En 1903, lorsqu'un énorme glissement de terrain dévaste la communauté de Frank (Alberta), Burns est l'un des premiers à envoyer de l'aide. Cinq ans plus tard, lorsque le feu balaie Fernie (Colombie-Britannique) et laisse 6 000 personnes sans abri, il envoie des cargaisons de nourriture. Il est un partisan de nombreuses œuvres caritatives pour les enfants et veille à ce que l'orphelinat local soit approvisionné en viande gratuite de bonne qualité. Bien qu'il soit catholique actif, il soutient également d'autres groupes religieux. Lorsqu'on lui demande s'il voulait contribuer au financement de la peinture d'une petite église catholique près de Calgary, il demande que l'église anglicane d'à côté soit également peinte, à ses frais, pour éviter qu'elle ne semble pas minable en comparaison. Il est très généreux envers le diocèse de Calgary et verse d'importantes sommes d'argent à la paroisse St. Mary's. Il fait don de trois cloches de 750 livres à la cathédrale Sainte-Marie en 1904, qui sont fondues par la Fonderie Paccard, à Annecy (France). Ces cloches sont les seules pièces de l'ancien bâtiment qui sont utilisées dans la construction de la cathédrale existante. Il finance la construction de l'Hermitage d'Albert Lacombe à Pincher Creek et fait don du terrain pour le foyer de soins Lacombe à Midnapore, qu'il approvisionne à ses frais.
Burns accorde une grande valeur à l'éducation. Il contribue à la création du Western Canada College, l'actuelle Western Canada High School, à Calgary, et finance la construction du St. Joseph's College au sein de l'Université de l'Alberta et la construction d'un nouveau bâtiment scolaire et d'une nouvelle résidence et offre des terrains pour l'expansion du Vancouver College, à Vancouver.
Le 11 août 1914, il offre 10 000 £ (50 000 $) pour équiper une légion complète (Mounted Rifles Regiment) de la Légion canadienne des frontières pour l'effort de guerre du gouvernement canadien.
En 1914, le pape Benoît XV le nomme chevalier commandant de l'ordre de Saint-Grégoire-le-Grand. Le premier canadien à recevoir un tel honneur, il est également chevalier de Saint Jean de Jérusalem et colonel honoraire du 31e régiment de Calgary.

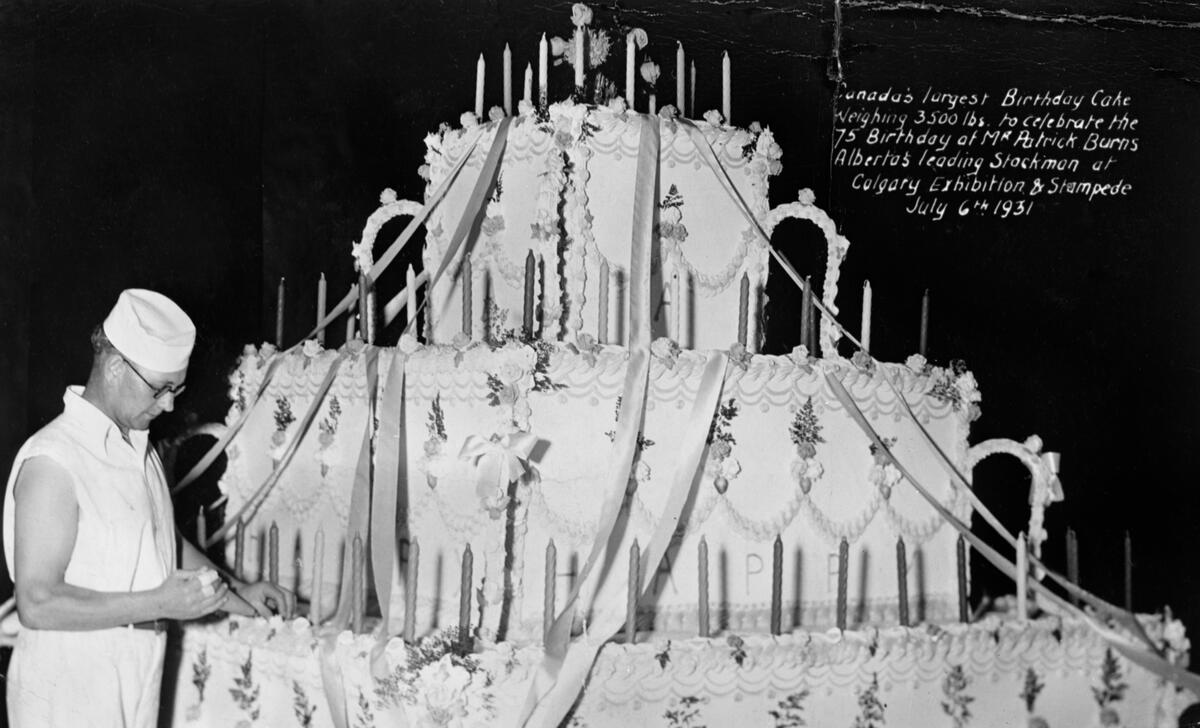
Le 75e anniversaire de Patrick Burns et le plus important gâteau d'anniversaire au Canada - près d'1,8 tonne

En l'honneur de son 75e anniversaire, un énorme gâteau (considéré à l'époque comme le plus gros gâteau d'anniversaire au monde) ouvre la marche du défilé du Stampede et est coupé et distribué ce soir-là aux citoyens défavorisés de la ville. De plus, il célère son anniversaire en offrant un rôti de cinq livres à toutes les familles dont le chef de famille était au chômage et un ticket pour un repas dans un restaurant de la ville aux chômeurs célibataires. Il y a 2000 familles de Calgary qui reçoivent les rôtis et 4000 chômeurs célibataires dînent aux frais de Burns.
Il porte un intérêt particulier à la conservation de l'environnement. Conscient de la valeur des arbres de la vallée du ruisseau Fish Creek, il demande à son contremaître d'ériger des clôtures autour des bosquets de peupliers faux-trembles et de peupliers pour les protéger du bétail. Ils plantent également environ 2000 peupliers le long du sentier MacLeod, près de la Bow Valley Ranche.

### Fonds commémoratif Burns
Dans son testament, Burns donne le tiers de ses biens au Burns Memorial Fund. Ainsi, en 1939, une ordonnance du tribunal est rendue qui institue la tutelle et l'administration du Fonds du legs commémoratif Burns pour trois groupes de bénéficiaires:
- Veuves et orphelins de membres des forces de police de Calgary ;
- Veuves et orphelins de membres des pompiers de Calgary ;
- Enfants pauvres, indigents et négligés de Calgary.

La Fondation Burns Memorial est constituée maintenant d'une fondation de bienfaisance privée, le Fonds pour les enfants, et de deux fiducies à but non lucratif: le Fonds pour la police et le Fonds pour les pompiers. Ces fonds fonctionnent collectivement sous le nom de Burns Memorial Fund.

## Héritage

### Plus grand Albertain
Dans le cadre de son 125e anniversaire, le Calgary Herald organise la recherche du plus grand Albertain. Dans ce qui est considéré comme le plus grand projet d'implication journalistique citoyenne de la province, les lecteurs proposent initialement la candidature de 125 personnes. Une liste des dix meilleurs est sélectionnée par un vote du public au cours de mois de débats et de réflexion. Outre Burns sont sélectionnés l’ancien premier ministre Peter Lougheed, l’ancien maire et lieutenant-gouverneur Grant MacEwan et un des membres de Famous Five, Nellie McClung. Le 16 octobre 2008, lors d'un gala au parc Heritage, Burns a été nommé le plus grand citoyen de la province. Le journal commente: « Son histoire est celle de l’Alberta. Ses luttes, ses rêves, son succès et sa philanthropie définissent le noyau même de notre caractère de l'ouest canadien. »

### Influence sur l'élevage
Burns est'un des principaux moteurs de la croissance de l'élevage en Alberta. Il achète d'importants troupeaux de géniteurs Hereford, qu'il autilise pour aider d'autres éleveurs à améliorer les lignées de leur propre bétail. Pionnier de l'élevage par temps froid, Burns prépare 250 000 tonnes de foin pour l'alimentation d'hiver et convainc d'autres éleveurs d'utiliser ses méthodes d'alimentation en hiver. Il rénove les enclos et les silots d'alimentation dans ses ranchs et introduit également des techniques modernes de parc d'engraissement pour finir de préparer le bétail pour le marché.

## Endroits nommés en hommage

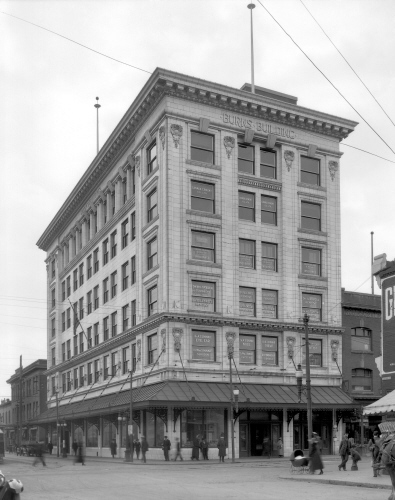
Immeuble Burns, Calgary, Alberta, v. 1930

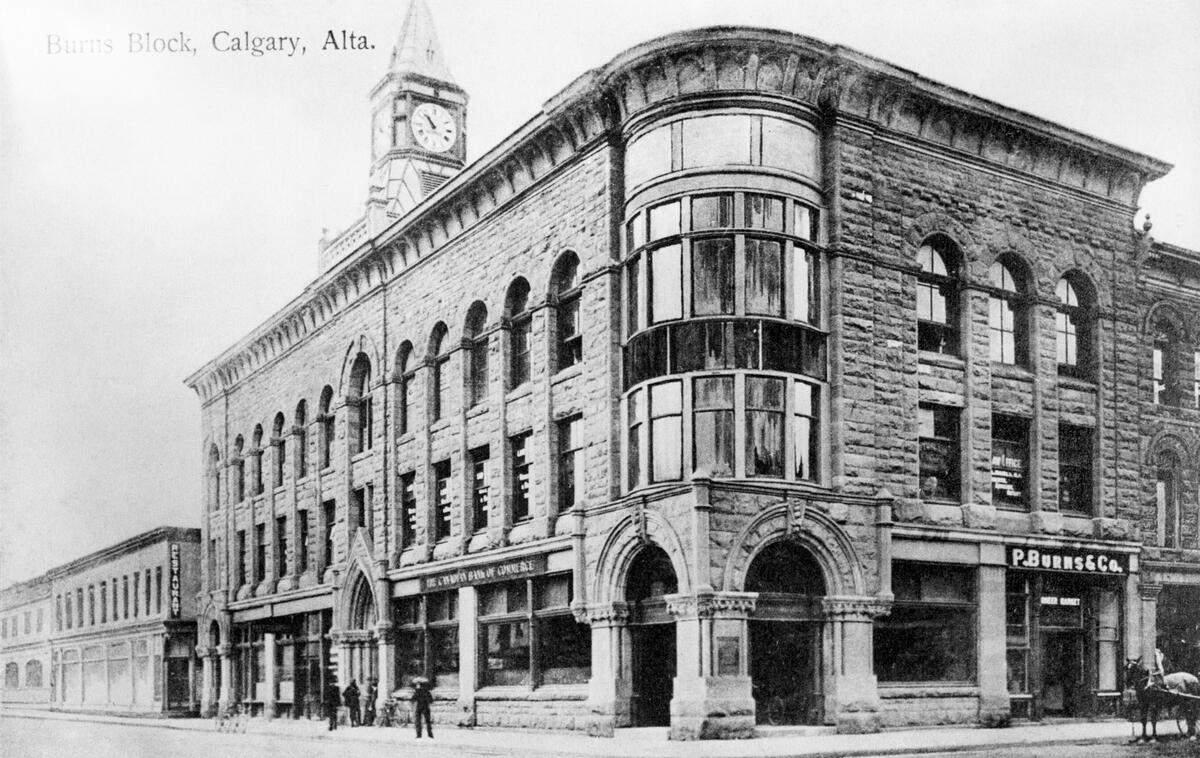
Burns Block, Avenue et Centre Street, Calgary, Alberta, v. 1906

### Édifices
- Manoir Burns (en), Calgary
- Burns Block, Calgary
- Burns Block, Nelson
- Burns Block, Vancouver
- Edifice Burns, Calgary[24]
- Burns Stadium (ancien domicile des Cannons de Calgary), Calgary[25],
- Bâtiment du sénateur Patrick Burns au SAIT Polytechnic, Calgary[26]
- École du sénateur Patrick Burns, Calgary[27]

### Terrains
- Burns Bog, Delta, Colombie-Britannique[28],[29] (nommé d'après le frère de Burns, Dominic)
- Mont Burns, Alberta[11]

### Quartiers
- Burnsland, sud-est de Calgary
- Parc industriel Burns, Calgary
- Cimetière Burnsland, Calgary[30]

### Parc
- Jardin Sénator Patrick Burns Memorial Rock Garden, Calgary[31]

### Routes
- Chemin Burnsland, Calgary
- Burns Ranch Road, Olds
- Chemin Burns, Winnipeg
- Rue Patrick, Winnipeg